# 울타 뷰티

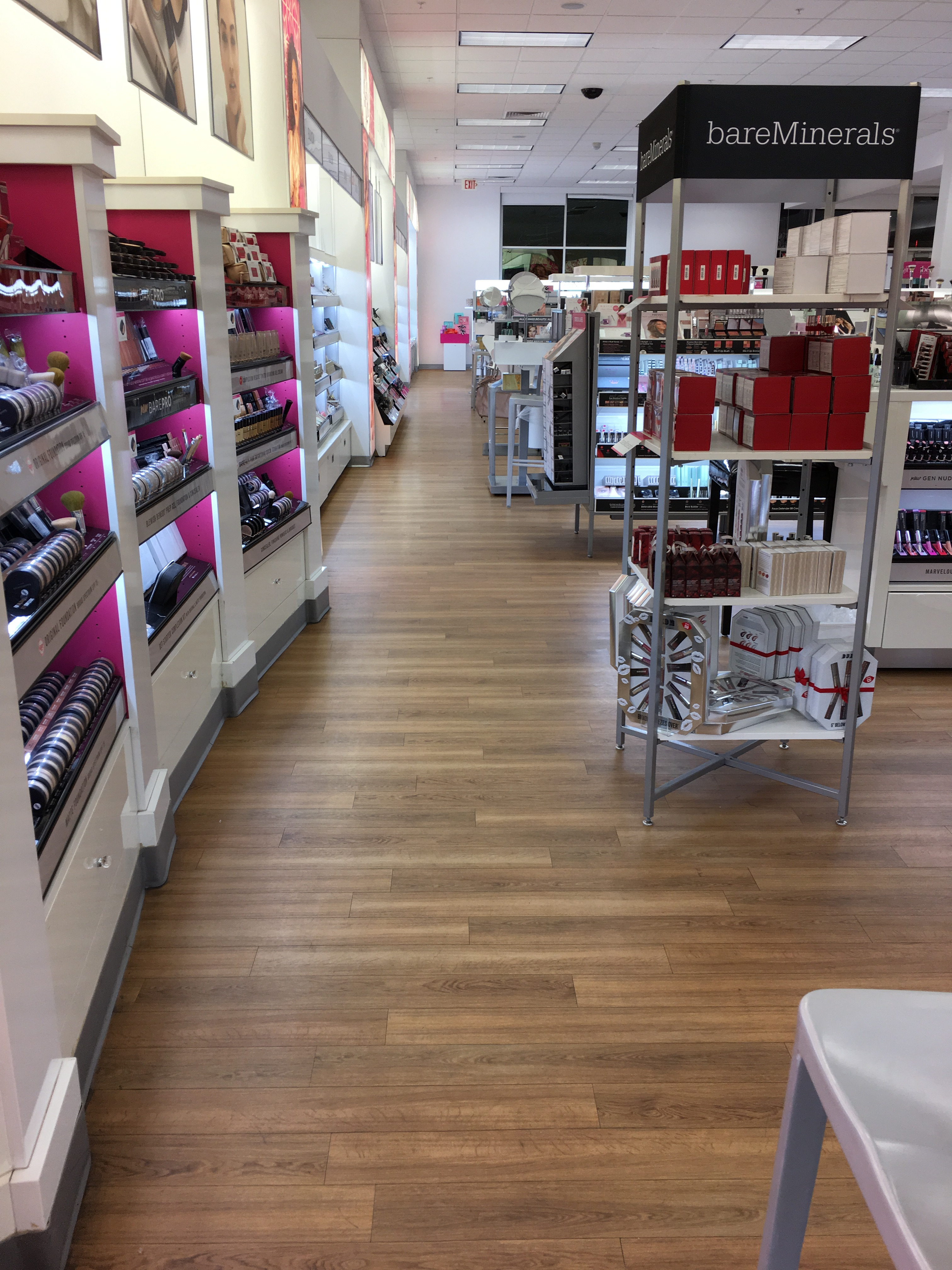
캘리포니아주 더블린 울타 스토어의 내부

울타 뷰티(Ulta Beauty, 구 명칭: Ulta Salon, Cosmetics & Fragrance Inc., 2000년 이전 이름: Ulta3)는 일리노이주 볼링브룩에 본사를 둔 미국의 화장품 매장 체인이다. 울타 뷰티는 고급 및 저가형 화장품, 향수, 네일 제품, 목욕 및 바디 제품, 미용 도구 및 헤어케어 제품을 모두 취급한다. 각 지점에는 대중이 이용할 수 있는 미용실이 있다.

## 지점
울타 뷰티는 미국 국내 시장에서만 운영된다. 2023년 1월 28일 시점에서 울타는 50개 주 전체에 약 1,355개의 매장을 보유하고 있으며 그 중 약 250개는 타겟 매장 내에 있다. 울타 뷰티는 캘리포니아 전역에 168개의 소매점을 보유하고 있으며 이는 모든 주에서 가장 많은 수이다.